# Satyrus cordula
Satyrus cordula är en fjärilsart som beskrevs av Fabricius 1793. Satyrus cordula ingår i släktet Satyrus och familjen praktfjärilar. Inga underarter finns listade.